# Mappa Mundi

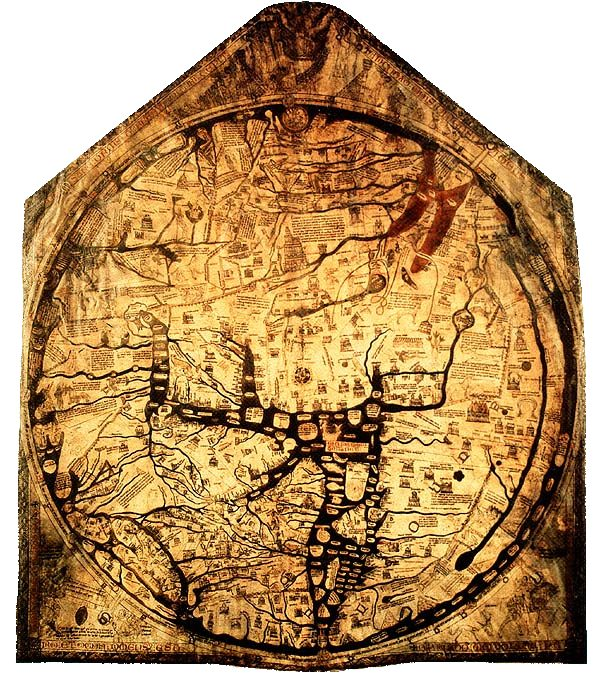
Mappa Mundi di Hereford, 1300 circa, Cattedrale di Hereford, Inghilterra. Complessa mappa T-O con Gerusalemme al centro e l'est sulla parte superiore.

Mappa mundi (plurale mappae mundi) è il termine con cui in generale si indicano le carte del mondo di epoca medievale. Queste rappresentazioni variavano in grandezza e complessità da piccoli schemi di pochi centimetri a grandi mappe anche di qualche metro di dimensione, come ad esempio il Mappamondo di Hereford (diametro 1,5 metri), il mappamondo di Ebstorf (3,5 metri di diametro) e quello di Vercelli (82 cm circa di diametro).
Approssimativamente le mappae mundi sopravvissute dal Medioevo ai giorni nostri sono 1.100. La maggior parte di esse, circa 900, si trovano come illustrazioni di manoscritti, mentre le restanti sono carte geografiche a sé stanti.

## Classificazione dellemappae mundi

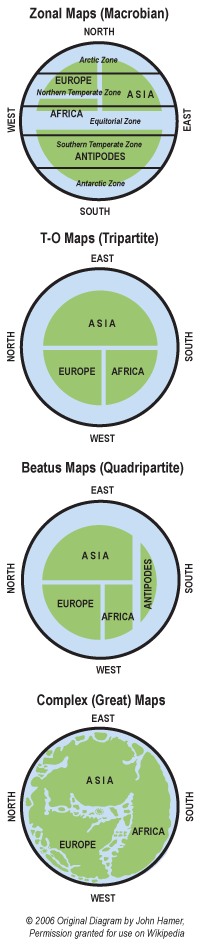
Schema delle categorie di mappae mundi.

I mappamondi medievali possono essere distinti in quattro categorie: (1) mappamondi zonali o macrobiani; (2) mappamondi T-O tripartiti e (3) quadripartiti, a seconda che venisse rappresentato o meno l'emisfero meridionale chiamato al tempo antipodi ; (4) mappamondi complesse.

### Mappamondi zonali
I mappamondi zonali avevano lo scopo di rappresentare la Terra come divisa in cinque zone climatiche: due zone di clima freddo ai poli, un clima torrido all'equatore e due zone intermedie di clima temperato. Si riteneva che solo le due fasce di clima temperato potessero essere abitate e si credeva che fosse impossibile riuscire ad attraversare il clima torrido. Per questo motivo si discuteva sul fatto se l'emisfero meridionale (gli "antipodi") fosse o no abitato: nella prospettiva cristiana per cui tutta l'umanità discendeva da Adamo ed era stata redenta da un solo Cristo, l'ipotesi dominante era che gli antipodi fossero disabitati.
I mappamondi zonali vengono anche dette macrobiane, infatti la maggior parte delle rappresentazioni di questo tipo si trovano sulle copie dei Commentarii di Macrobio al Somnium Scipionis di Cicerone.

### Mappamondi T-O tripartiti
I mappamondi T-O (o mappa orbis terrae) mostrano solo la parte abitata conosciuta dell'emisfero settentrionale. Il loro nome deriva dal fatto che erano rappresentazioni circolari, il Mediterraneo era rappresentato a forma di T e divideva i tre continenti Asia, Africa e Europa, tutti circondati da un grande oceano, la O (vedere figura a lato). Questi mappamondi hanno alimentato la falsa credenza moderna che la gente medievale ritenesse la Terra piatta. In realtà questa era una rappresentazione di convenienza, dato che raffigurava solo le terre conosciute, ed aveva altresì valore simbolico, infatti Gerusalemme veniva posta al centro del mappamondo e l'oriente, dove si pensava fosse il Giardino dell'Eden, veniva disegnato in alto.

### Mappamondi T-O quadripartiti
Nei mappamondi T-O potevano anche essere aggiunti, come quarta zona, gli antipodi. Questi venivano rappresentati come un lembo di terra separato dagli altri continenti ed ovviamente, trattandosi di un territorio sconosciuto, privo di ogni dettaglio geografico. I mappamondi quadripartiti sono anche detti beatìni perché molte di questi sono state trovate su un commentario all'Apocalisse scritto da Beato di Liébana.

### Mappamondi complessi

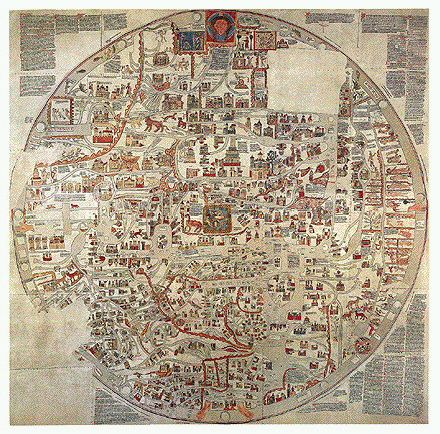
Mappa Mundi di Ebstorf, 1300 circa, il più grande mappamondo medievale conosciuta (3,5 m di diametro), andato distrutto durante la Seconda guerra mondiale

I mappamondi complessi sono le mappae mundi più famose. Sebbene la maggior parte di essi adottino uno schema T-O modificato, essi sono molto più dettagliati: raffigurano molti dettagli costieri, montagne, fiumi, città, capitali e province. Molti di essi includono personaggi ed eventi storici, biblici e mitologici. Altri mostrano piante ed animali esotici che i cartografi medievali conoscevano attraverso i testi latini e greci. Alcuni di questi mappamondi sono anche molto grandi: prima della sua distruzione durante la Seconda guerra mondiale il più grande era il mappamondo di Ebstorf che aveva un diametro di 3,5 metri, mentre ora il più grande esistente è il mappamondo di Hereford con un diametro di 1,5 metri.

## Utilizzo dellemappae mundi
Agli occhi moderni le mappae mundi possono sembrare superficiali, primitive e poco accurate. Tuttavia queste raffigurazioni non erano pensate per essere usate come carte da viaggio o navigazione, e non avevano la pretesa di mostrare le terre e le acque in maniera proporzionata. Esse erano piuttosto degli schemi per illustrare diversi concetti. Quelle più semplici, spesso inserite all'interno di trattati ed opere enciclopediche, erano in pratica dei diagrammi che servivano ad illustrare l'insegnamento di idee quali la sfericità della Terra, la distinzione delle zone climatiche, i tre continenti conosciuti.
I mappamondi più grandi avevano spazio per illustrare altri concetti come i punti cardinali, i territori lontani, le storie della Bibbia, gli eventi storici e mitologici, la flora e la fauna. Nella loro forma più completa, come quelle di Ebstorf ed Hereford, le mappae mundi erano delle piccole enciclopedie della conoscenza medievale.

## Fine della tradizione
Nel corso del Medioevo cominciò a svilupparsi un altro tipo di carta geografica concepito per la navigazione nel Mediterraneo. Queste carte, dette carte portolaniche erano caratterizzate dal disegno molto accurato delle coste e dalla presenza delle linee lossodromiche: un esempio famoso è l'Atlante Catalano di Abraham Cresques.
Nel Tardo Medio Evo, con l'avvento del Rinascimento, gli europei riscoprirono le opere degli studiosi greci. Nel campo della geografia ebbe molta influenza il sistema di latitudine e longitudine sviluppato da Tolomeo nel II secolo.
Nel corso del tempo queste nuove idee soppiantarono la vecchia tradizione delle mappae mundi. Uno degli ultimi esempi di questa tradizione, la grande Mappa di Fra Mauro, può essere vista come un ibrido, che incorpora il disegno delle coste nello stile portolano nello schema delle vecchie mappae mundi complesse.

## Galleria d'immagini

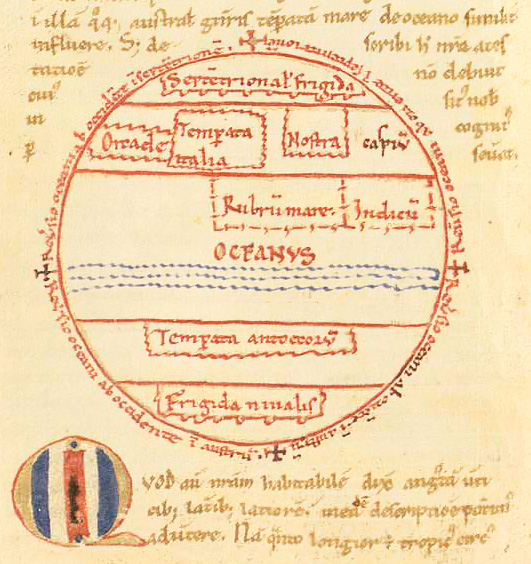
Mappamondo da un manoscritto di Macrobio del XII secolo
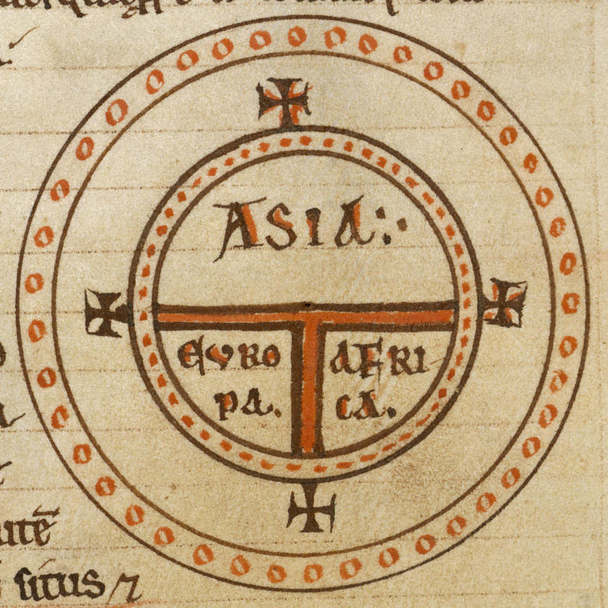
Mappa mundi O-T da una copia del XII secolo delle Etymologiae
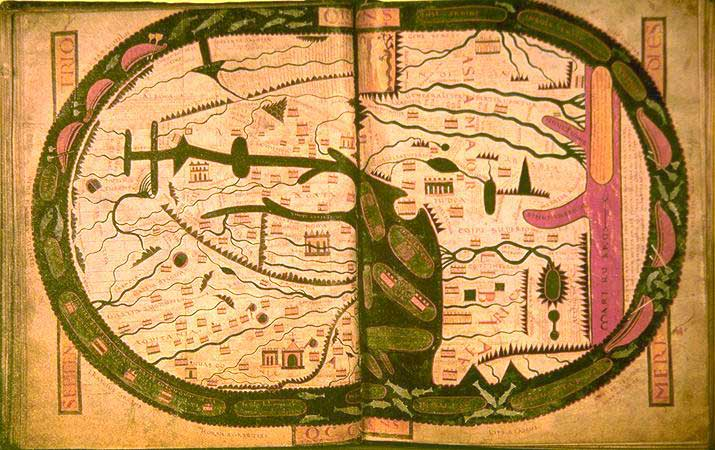
Mappamondo beatino dal manoscritto di San Severo, ora alla Biblioteca nazionale di Francia
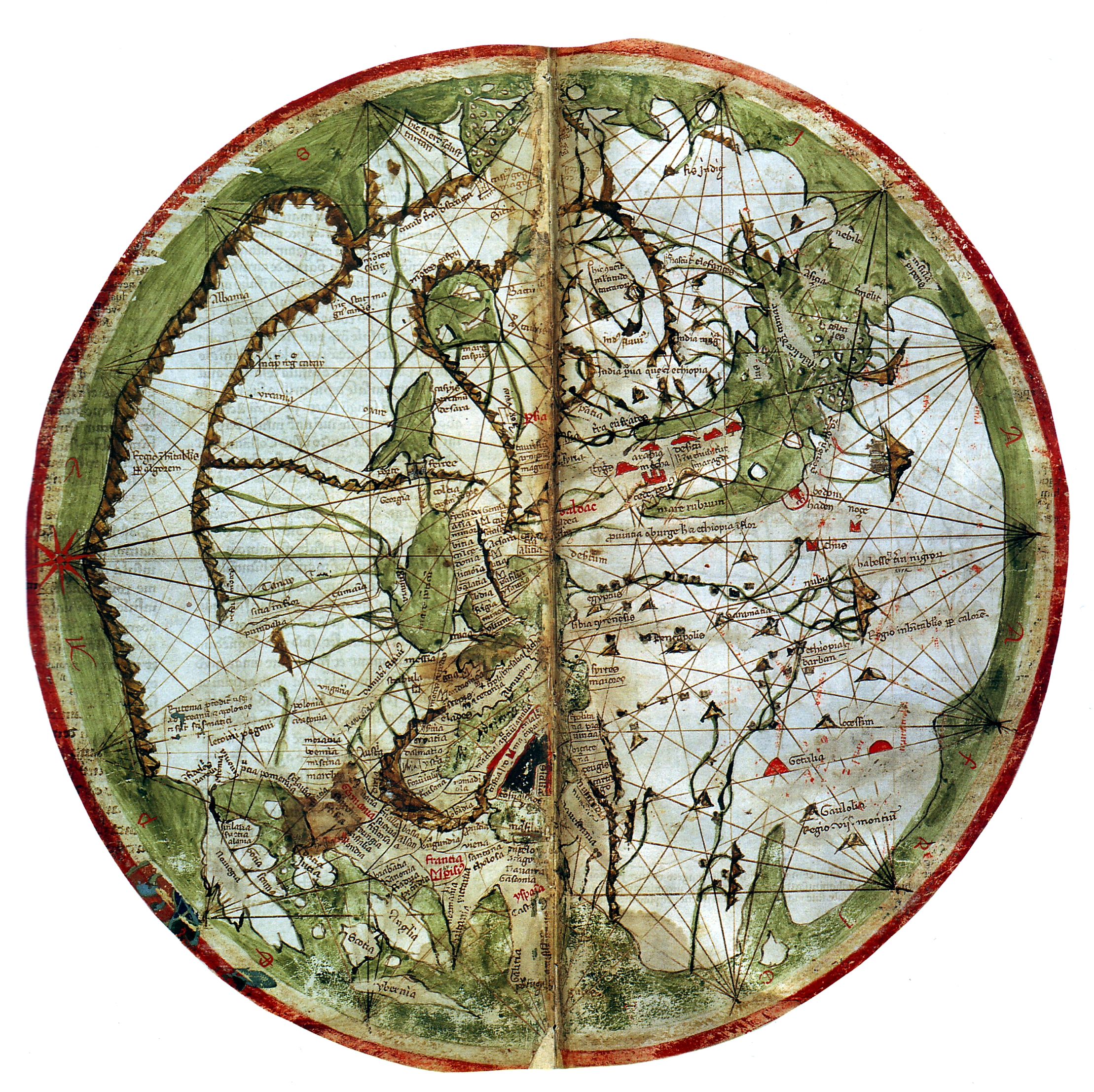
Mappamondo di Pietro Vesconte, 1321
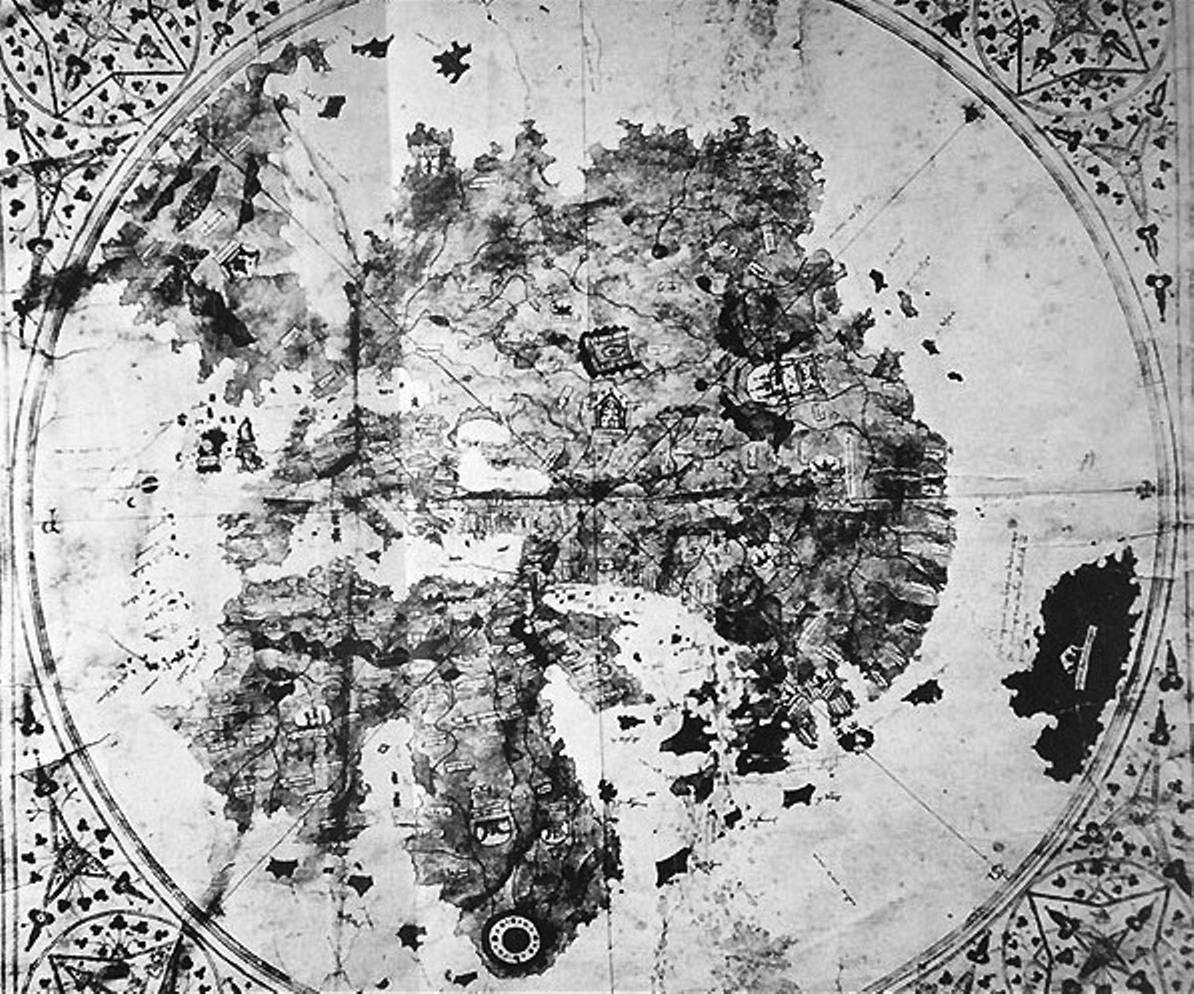
Mappamondo di Albertino De Virga, 1411–1415, Museo Correr
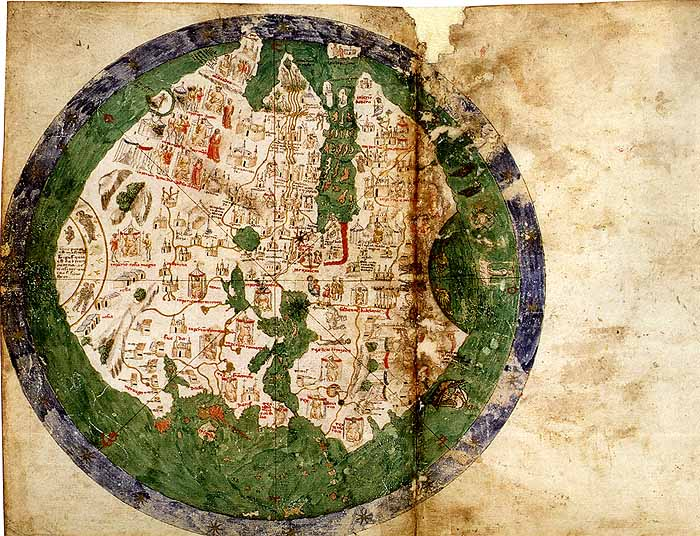
Mappamondo di Andrea Bianco, 1436, Biblioteca Marciana
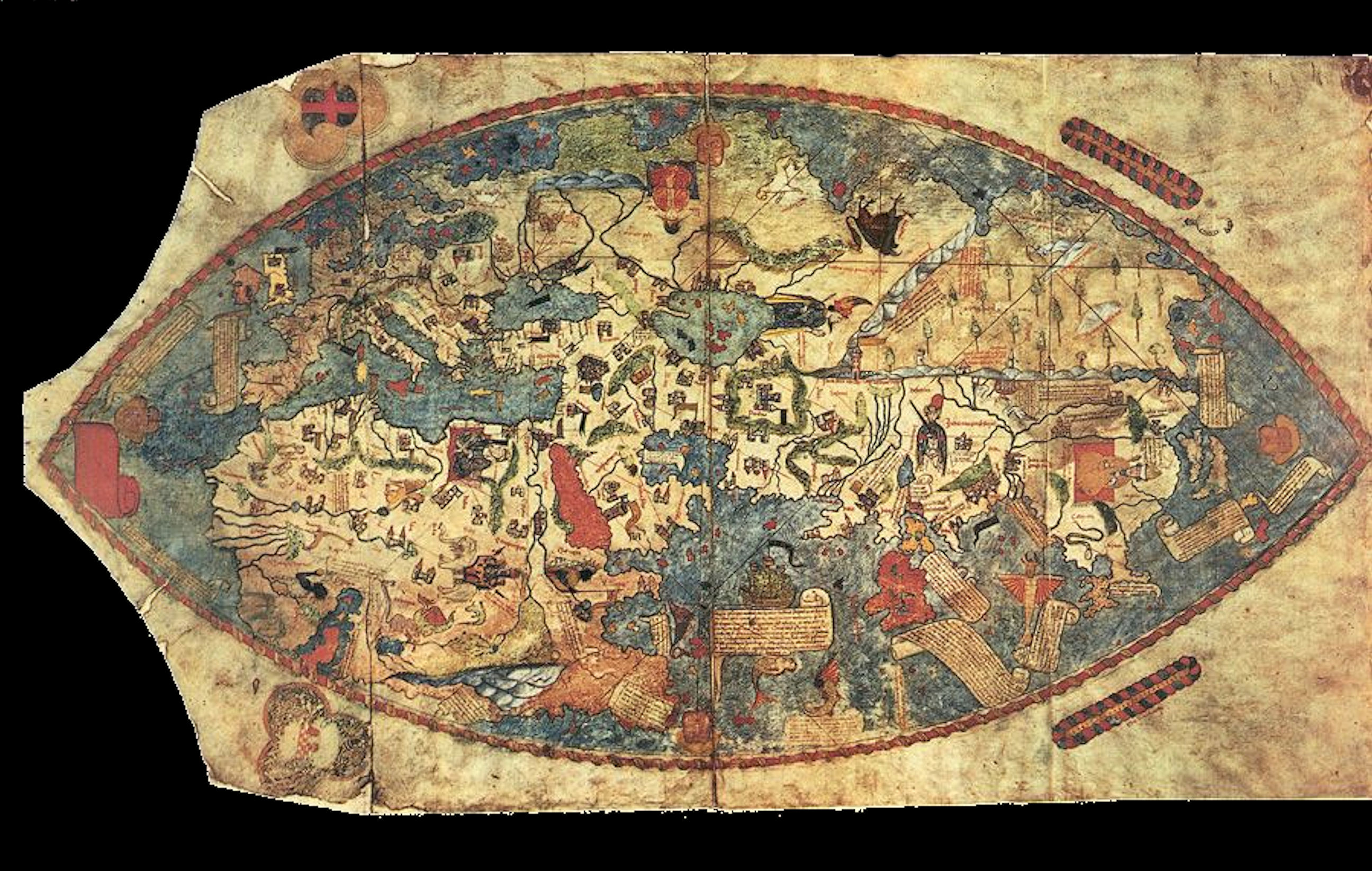
Mappamondo Genovese, 1457, Biblioteca Nazionale Centrale di Firenze
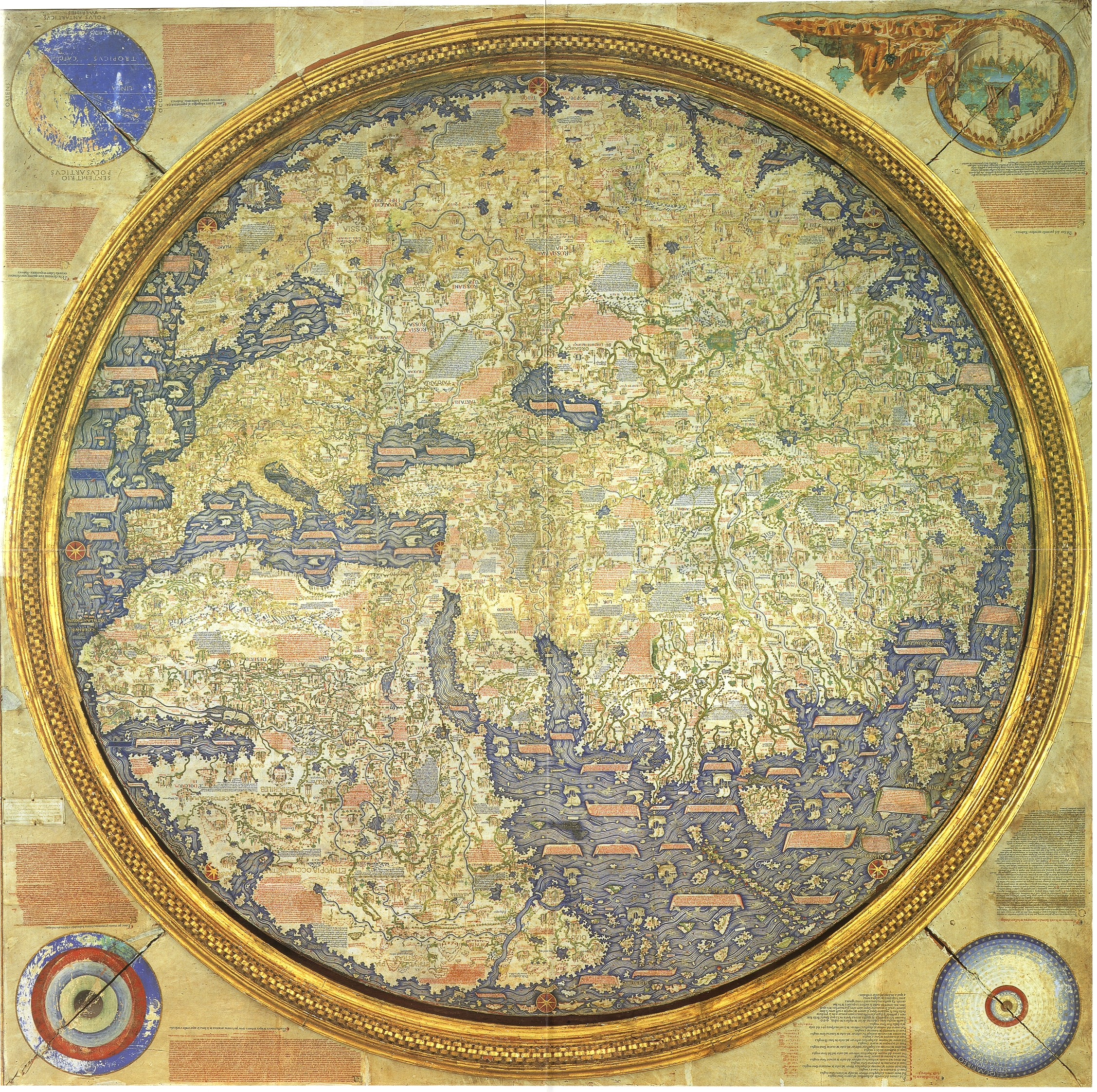
Mappamondo di Fra Mauro, 1459, Museo Correr